# Theater der Immoralisten

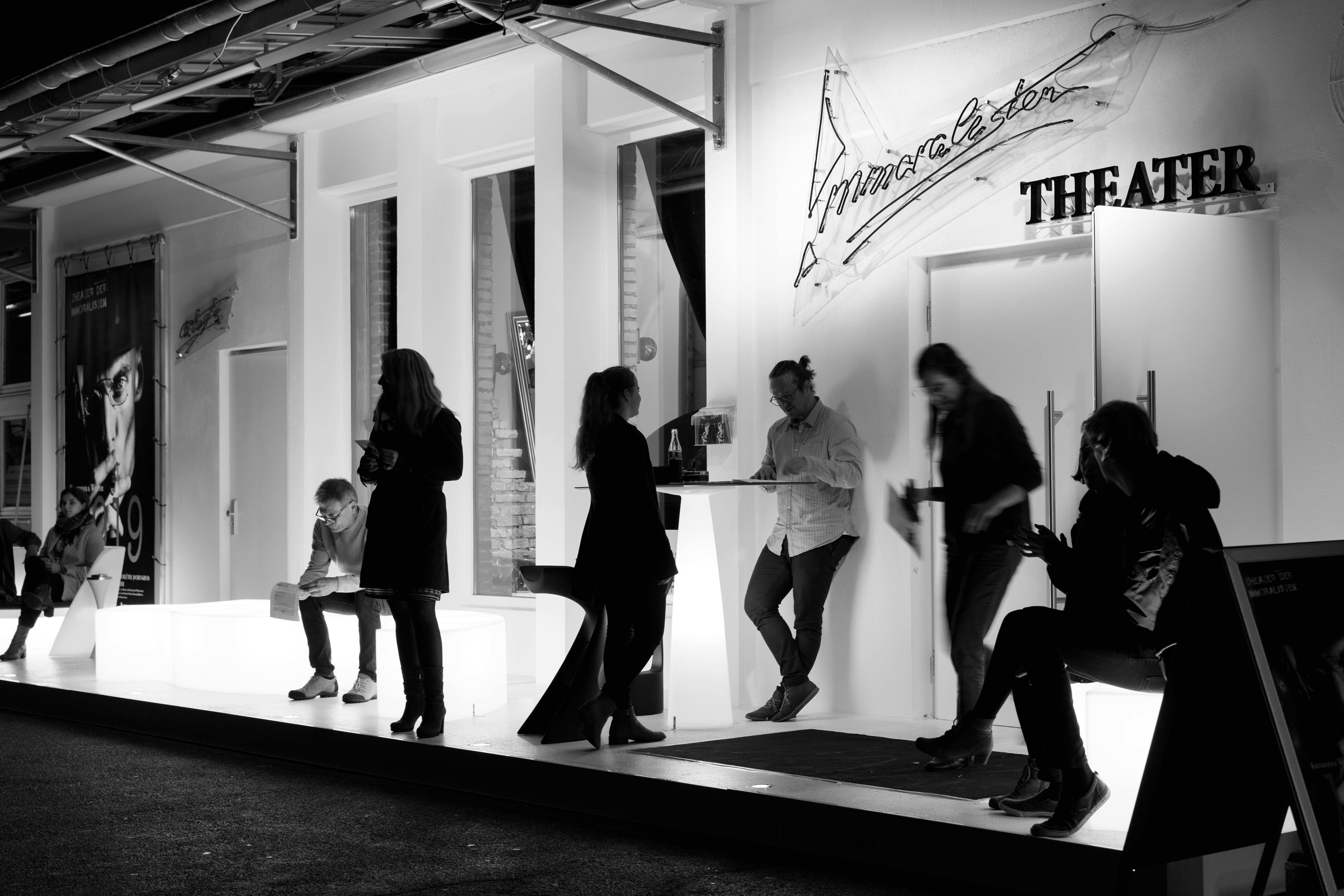
Front des Theaters der Immoralisten im Jahr 2019.

Das Theater der Immoralisten ist ein privates Theater im Stadtteil Stühlinger von Freiburg im Breisgau.

## Geschichte
Nach Anfangsjahren als Studentenensemble haben die beiden Theatermacher Manuel Kreitmeier (Autor und Regisseur) und Florian Wetter (Musiker, Schauspieler und Autor) 2010 mit privaten Mitteln eine feste Spielstätte in Freiburg im Breisgau eröffnet. Hierzu wurden einige ehemalige Industrieparzellen innerhalb des Stühlinger Gewerbehofes zum Theaterraum ausgebaut. Eröffnet wurde das neue Freiburger Privattheater mit einer Neuinszenierung von Jean-Paul Sartres Geschlossene Gesellschaft. Als Bühnenbild dienten lediglich drei Stühle.

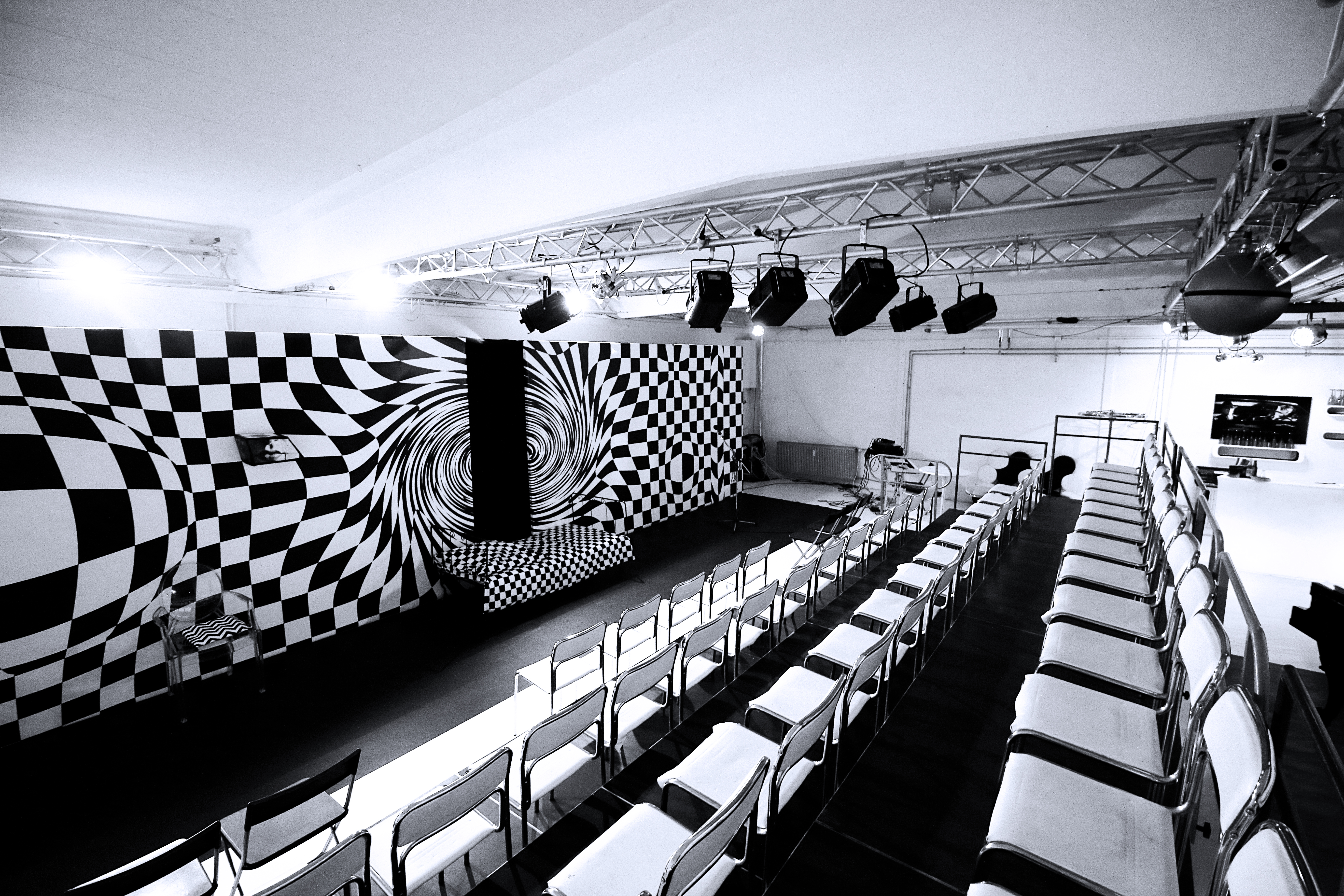
Innenraum des Theaters der Immoralisten während der Produktion Emilia Galotti von Gotthold Ephraim Lessing, 2014.

Seit 2010 sind dort über fünfzig Eigenproduktionen entstanden. Von der Presse begeistert besprochen wurden besonders die modernen Klassikeradaptionen des Theaters, wie William Shakespeares 'Hamlet oder Federico García Lorcas Bernarda Albas Haus. Letzteres wurde auch von Wladimir Kaminer in einer Folge der Fernsehreihe "Kulturlandschaften: Schwarzwald" auf 3sat besucht. Das personell bisher umfangreichste Projekt war 2016 Professor Bernhardi von Arthur Schnitzler mit 12 Schauspielerinnen und Schauspielern.
Innerhalb Jahre vor 2021 konnte das Theater der Immoralisten sich überregional mit einer eigenen Form des dokumentarischen Theaters etablieren. Immer wieder geht es in diesen Stücken um die deutsche Identität selbst. Der Serienmörder Peter Kürten und die Endphase der Weimarer Republik waren Thema des ersten eigenen Theaterstücks von Manuel Kreitmeier (Axt im Kopf, 2011). Es folgten weitere Autorenstücke, wie Hannelore (2013) über die Kanzlergattin Hannelore Kohl oder Stammheim (2014) über den Stammheim-Prozess gegen die Köpfe der RAF 1975. Aus diesen dokumentarischen Theaterprojekten heraus entstand seit 2017 drei Jahre in Folge eine großangelegte und breit geförderte Trilogie über den Ersten Weltkrieg mit den Stücken 1914 – Countdown zum Krieg, 1917 – Russisches Roulette und 1919 – Die Vier.
Jeweils in den Sommermonaten finden vor dem Theater Theateraufführungen unter freiem Himmel statt. 2021 war hier beispielsweise Kreitmeiers Theaterstück Kaspar Sternenkind – eine moderne Version der Kaspar-Hauser-Geschichte mit einer Musik von Florian Wetter – zu sehen.

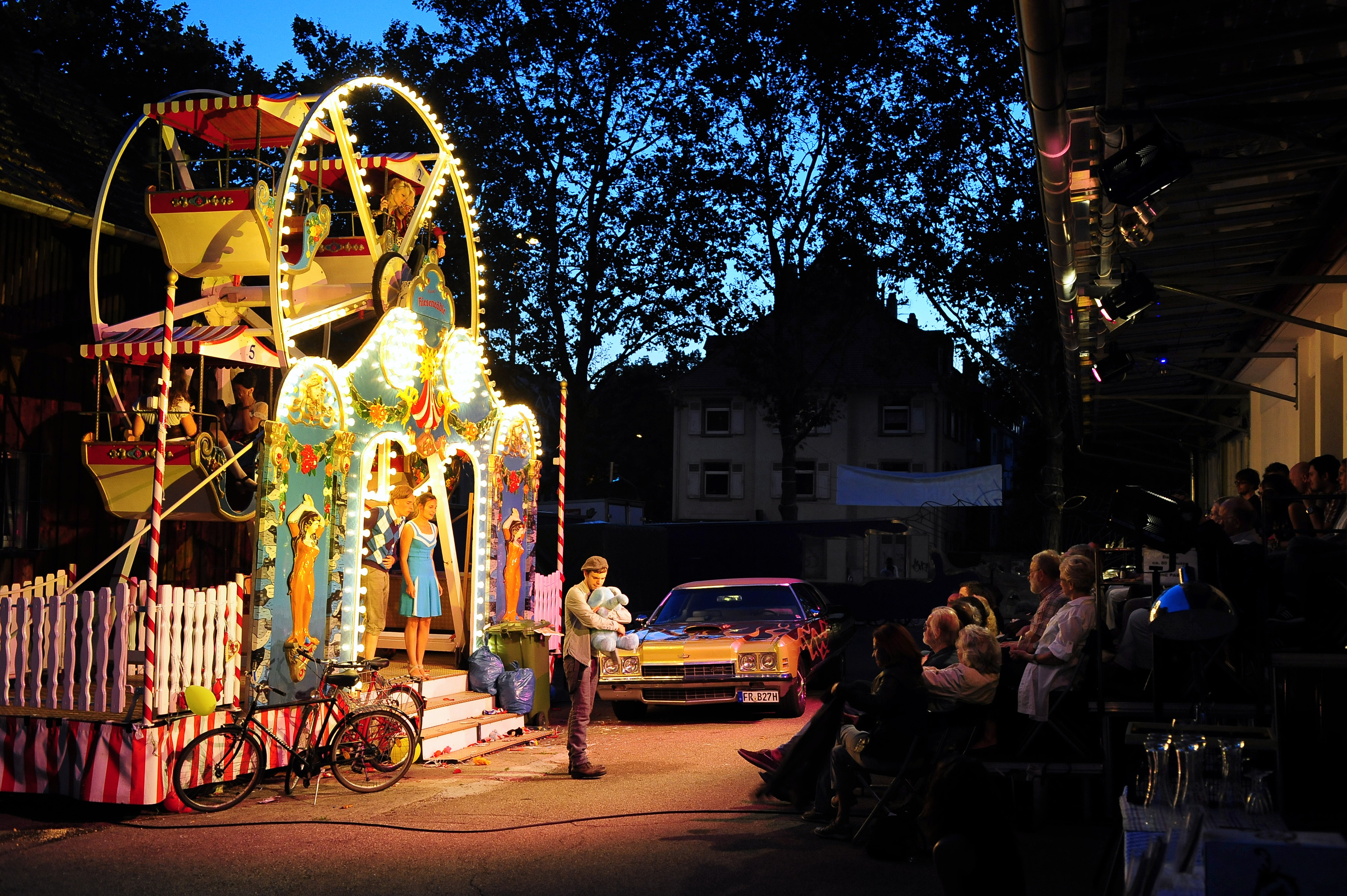
Open-Air vor dem Theater mit der Produktion Kasimir und Karoline, 2013.

Seit 2016 wird das Theater der Immoralisten im Rahmen einer institutionellen Förderung von der Stadt Freiburg unterstützt. Vom Landesverband Freier Theater Baden-Württemberg wurden die Inszenierungen mit zahlreichen Projekt- und Konzeptionsförderungen bedacht. Seit 2020 wird das ambitionierte Privattheater auch vom Land Baden-Württemberg institutionell gefördert.
2020 – im zehnten Jahr seines Bestehens – wurde dem Theater der Immoralisten zudem der Reinhold-Schneider-Preis, der Kulturpreis der Stadt Freiburg, im Rahmen eines Stipendiums zugesprochen. In der Begründung der Jury heißt es hierzu:

„Besonders hervorheben möchte die Kulturpreis-Jury die mutige Besonderheit des Theaters, nicht nur große Stoffe der Weltliteratur (‚Schuld und Sühne‘, ‚Das Bildnis des Dorian Gray‘, oder ‚Der Bau‘) auf ungewöhnliche Art zu inszenieren, sondern sich mit eigenen Stückentwicklungen und mit oft eigens komponierter Originalmusik, die live in den Vorstellungen gespielt wird, zu profilieren. Ihre Trilogie zum Ersten Weltkrieg oder ‚Stammheim‘ haben diese eigene Form des Geschichtstheaters eindrücklich vermittelt.  Die Arbeiten der Immoralisten sind politisch motiviert und aufklärerisch, und dennoch bringen sie ihre Stücke auf höchst unterhaltsame Art auf die Bühne, ohne dabei beliebig oder gefällig zu sein.“

## Repertoire
Pro Jahr zeigt das Theater vier Premieren. Zum Repertoire gehört das gesamte Spektrum der dramatischen Literatur. Gespielt werden sowohl klassische als auch moderne Theaterstücke sowie seit 2011 vermehrt eigene Autorenstücke mit live gespielter und eigens komponierter Bühnenmusik.

## Ensemble
Das Theater verfügt über ein festes Ensemble. In der Spielzeit 2020/21 besteht dieses aus den Schauspielerinnen und Schauspielern Chris Meiser, Jochen Kruß, Markus Schlüter, Anna Tomicsek, James Foggin, sowie Intendant Florian Wetter. Je nach Inszenierung kommen Gastschauspielerinnen und Gastschauspieler hinzu. Insgesamt hat das Theater einen Pool von 14 Schauspielerinnen und Schauspielern, die in regelmäßigen Abständen in den Produktionen des Hauses zu sehen sind.
Für Regie, Bühne und Kostüm zeichnet seit Bestehen des Theaters Manuel Kreitmeier, für die Bühnenmusiken Florian Wetter und zum Teil Hannah Schwegler verantwortlich.

## Anbindung
Das Theater befindet sich ca. 1 km vom Hauptbahnhof Freiburg entfernt. Die Bushaltestelle Ferdinand-Weiß-Straße der Linie 14 befindet sich unmittelbar neben dem Gelände. Der FR 3 entlang der Eschholzstraße bindet das Theater für den Radverkehr an.